# Köplust (roman)
Köplust (originaltitel Needful Things) är en roman av Stephen King publicerad 1991. Den kom ut i svensk översättning 1992. Romanen är även filmatiserad, se Köplust (film).
Utspelar sig liksom många tidigare böcker i den fiktiva småstaden Castle Rock i Maine.